# 袋鼠小天王 (2022年遊戲)
《袋鼠小天王》是由波蘭工作室Tate Multimedia開發，預定2022年在Microsoft Windows上推出的平台遊戲
。遊戲是袋鼠小天王系列第五款遊戲，也是2005年《袋鼠小天王：火山之謎》發售後的首款續作。

## 外部連結
- 官方网站
- 莫比游戏上的《袋鼠小天王》（英文）
- 互联网电影数据库（IMDb）上《袋鼠小天王》的资料（英文）